# Calendrier romain
Pour les articles homonymes, voir Calendrier romain (homonymie).
 (janvier 2021).
Le calendrier romain regroupe l'ensemble des calendriers utilisés par les Romains jusqu'à la création du calendrier julien en 45 avant notre ère. Les années sont exprimées en années AUC (ab Urbe condita), comptées à partir de la fondation de Rome en 753 avant notre ère.
Les Romains utilisèrent successivement trois calendriers :
1. le calendrier dit romuléen, attribué à Romulus, cofondateur et premier des rois de Rome ;
2. le calendrier dit pompilien, attribué à Numa Pompilius[1], le deuxième roi de Rome ;
3. le calendrier julien, résultant des réformes introduites par Jules César.

Il serait, selon la tradition, entre autres rapportée par Ovide dans Les Fastes, l'invention de Romulus, fondateur de Rome. Il semble cependant avoir été fondé sur le calendrier grec, lunaire, ou étrusque.

## Description

### Les années
Les Romains ont pris la fondation de Rome comme origine de la datation des années, Ab Urbe condita, datée le 21 avril de l'an 753 avant notre ère (selon le récit de Tite-Live, Ab Urbe condita libri, Livre I). Ils utilisent par la suite d'autres dates-origine : expulsion des rois, fondation de la République romaine, nom des deux consuls en exercice selon les fastes consulaires.
Correspondances
- 748, an -6
- 749, an -5
- 750, an -4,
- 751, an -3
- 752, an -2
- 753, an -1, naissance de Jésus de Nazareth au solstice d’hiver, datation traditionnelle
- 754, an 1
- 755, an 2
- 756, an 3
- 757, an 4
- 758, an 5, Hérode Archélaos est exilé en Gaule, à Vienne

### Les mois
Le calendrier romuléen comptait dix mois, six ayant 30 jours (mois incomplet) et quatre ayant 31 jours (mois plein), ce qui donnait une année de 304 jours commençant au mois de mars et se terminant au mois de décembre,.
Le calendrier pompilien est le fruit d'une réforme du calendrier précédent auquel on ajouta 50 jours. Les 354 (ou 355) jours de l'année furent alors répartis sur douze mois, avec la création de ceux de janvier et février placés après décembre. À l'exception de février, les mois ne comptaient alors que des nombres impairs de jours car les nombres pairs étaient considérés comme néfastes. Sur un cycle de huit ans, s'ajoutait également tous les deux ans, un 13e mois dit « intercalaire », baptisé mercedonius comptant 22 ou 23 jours. Celui-ci était alors intercalé alternativement après le 23 ou le 24 février, ce qui portait l'année à 377 ou 378 jours.
La réforme julienne simplifia le système pour donner le calendrier julien, comportant douze mois de 30 ou 31 jours (à l'exception toujours de février qui comptait 28 ou 29 jours).

### Calendes, ides et nones
Les Romains divisent le mois en trois périodes de durée inégale. Ces périodes sont séparées par des jours de référence : les calendes, les ides et les nones.

### La huitaine romaine
Voir Nundines.
La semaine de sept jours n'apparaît  en Occident qu'au Ier siècle.

### Les jours
Les jours sont comptés à rebours. L'intervalle de jours entre deux événements est réalisé selon un comput inclusif[réf. nécessaire].

#### Les jours fastes et néfastes
Les « jours fastes » (dies fasti, dérivé du latin fas, « ce qui est permis par les dieux ») correspondaient aux jours où il était autorisé de vaquer aux affaires publiques et privées.
Les « jours néfastes » (dies nefasti) correspondaient aux jours sans activité (jour des morts, anniversaires, etc.). Ils marquaient les Fasti : fêtes en l'honneur des dieux, dates marquantes de l'histoire de Rome, par exemple : la commémoration de victoires de Jules César à partir d'Auguste)[réf. nécessaire]. Les pontifes distinguaient les « féries statives » (fêtes revenant chaque année le même jour) des « féries indictives (ou mobiles) » (fêtes usuelles (conceptivae) ou exceptionnelles (imperativae)). Lors des jours néfastes, les tribunaux et assemblées ne peuvent pas siéger.
On note également des jours n.p c'est-à-dire des jours où l'activité est arrêtée au moment de l'acte religieux.
Tous les neuf jours (nundinae), les Romains ont un jour de repos: c'est le jour du marché et aussi d'invitations entre les parents et les amis.

## Évolution des calendriers

### Le calendrier de Romulus
Selon la tradition, ce calendrier comportait, à l'origine, dix mois (usage hérité, semble-t-il, du calendrier étrusque) commençant à l'équinoxe vernal, pour un total de 304 jours. Les jours restants auraient été ajoutés à la fin de l'année (entre décembre et mars). Le calendrier commençait aux alentours du 1er mars. Les mois de septembre, octobre, novembre et décembre étaient les septième, huitième, neuvième et dixième mois (comme les racines de leur nom l'indiquent).
- I    - Martius (mars) : 31 jours, nommé ainsi en l'honneur du dieu romain Mars,
- II   - Aprilis (avril) : 30 jours, dédiés à la déesse grecque Aphrodite, et désignant l’ouverture de l'année,
- III  - Maius (mai) : 31 jours, en l'honneur de Maia, une très ancienne déesse romaine, souvent désignée comme la compagne de Vulcain,
- IV   - Iunius (juin) : 30 jours, en l'honneur de la déesse romaine Junon,
- V    - Quintilis (juillet) : 31 jours, le cinquième mois, quint-
- VI   - Sextilis (août) : 30 jours, le sixième mois, six-
- VII  - September (septembre) : 30 jours, le septième mois, sept-
- VIII - October (octobre) : 31 jours, le huitième mois, octo-
- IX   - November (novembre) : 30 jours, le neuvième mois, nov-
- X    - December (décembre) : 30 jours. le dixième mois, dec-

Il restait alors environ 61 jours par an hors du calendrier, ajoutés irrégulièrement pour réajuster le calendrier sur les lunaisons : on s'arrêtait simplement de compter les jours durant l'hiver en attendant les calendes de mars marquant la première lune du printemps[réf. nécessaire].
Chaque mois était initialement divisé en trois « décades » (decadi, période de dix jours), avant que cette tradition ne soit progressivement remplacée par les « nundines », période commerçante de huit jours. Pour rendre honneur au dieu Mars, une décade de 10 jours de fête (nommés les « calendes de Mars ») était organisée en fin d'année jusqu'au jour dit (cette durée sera plus tard réduite à huit jours)[réf. nécessaire].
Dans les faits, le terme « calendes » désignait le premier jour du mois et devait correspondre à une nouvelle lune, le jour des annonces officielles. Le 15e jour des quatre mois de 31 jours, ou le 13e jour des autres mois était nommé « ides » (et correspondait à la pleine lune)[réf. nécessaire].
On comptait les jours par anticipation de ces jours remarquables en comptant ce jour « inclusivement »[réf. nécessaire].
Le « neuvième » jour avant les ides (donc exactement une semaine avant dans la tradition romaine), était aussi un jour remarquable nommé none (donc la none tombait le 5 ou le 7 selon les mois, suivant que les ides tombaient le 13 ou le 15) correspondant au premier quartier de lune. Les veilles de ces jours remarquables étaient nommées pridie, par exemple pridie nonas était la veille des nones, mais l'avant-veille des nones était le troisième jour avant les nones (et non le second). Ainsi, tous les jours en fin de mois après les ides étaient comptés en référence à la calende du mois suivant.

### Le calendrier de Numa Pompilius
La première réforme fondamentale du calendrier de Romulus est attribuée à Numa Pompilius (715-673 av. J.-C.), le second des sept rois traditionnels de Rome. Selon Tite-Live, c'est lui qui a inséré des mois intercalaires de telle manière que dans la vingtième année les jours se retrouvent dans la même position par rapport au soleil qu'au début, ce qui indique que son calendrier aurait à l'origine suivi un cycle métonique, avec sept mois intercalaires de 29 ou 30 jours sur chaque période de 19 ans[réf. nécessaire] :  
- I    - Martius (mars) : 31 jours,
- II   - Aprilis (avril) : 29 jours,
- III  - Maius (mai) : 31 jours,
- IV   - Iunius (juin) : 29 jours,
- V    - Quintilis (juillet) : 31 jours,
- VI   - Sextilis (août) : 29 jours,
- VII  - September (septembre) : 29 jours,
- VIII - October (octobre) : 31 jours,
- IX   - November (novembre) : 29 jours,
- X    - December (décembre) : 29 jours,
- XI   - Ianuarius (janvier) : 29 jours, en l'honneur du dieu Janus,
- XII  - Februarius (février) : 28 jours. Le nom vient du verbe Februare « purifier en faisant des expiations », d'où les fêtes de Februalia, personnifiées par la divinité mineure Februus.

Les Romains portèrent l'année à 355 jours en fixant le mois de janvier à 29 jours. Jusqu'en 450 avant notre ère, le calendrier portait sur une période de quatre ans de 355, 383, 355 et 382 jours, chaque année contenant quatre mois de 29 jours, sept de 31 jours, février ayant 28 jours les trois premières années et 29 la quatrième, et la deuxième et quatrième année incluant un mois intercalaire de 27 jours. Les grands pontifes oublièrent d'y apporter une correction périodique (pourtant connue des Grecs qui utilisaient un cycle correcteur de 24 ans). Les pontifes étaient chargés de définir le calendrier et de déterminer les mois intercalaires (pour des raisons religieuses). Ce pouvait être aussi pour des raisons politiques (permettre aux consuls de rester plus longtemps en fonction) ou financières (une année de treize mois permettait de percevoir davantage d'intérêts d'emprunts)[réf. nécessaire] :
- I    - Martius (mars) : 31 jours,
- II   - Aprilis (avril) : 29 jours,
- III  - Maius (mai) : 31 jours,
- IV   - Iunius (juin) : 29 jours,
- V    - Quintilis (juillet) : 31 jours,
- VI   - Sextilis (août) : 29 jours,
- VII  - September (septembre) : 29 jours,
- VIII - October (octobre) : 31 jours,
- IX   - November (novembre) : 29 jours,
- X    - December (décembre) : 29 jours,
- XI   - Ianuarius (janvier) : 29 jours,
- XII  - Februarius (février) : 28 jours (ou 29 jours tous les quatre ans),
- XIII - Mensis intercalaris : 29 jours (uniquement tous les quatre ans).

De plus l'année moyenne était trop courte et comptait alors 362,5 jours. Aussi des jours supplémentaires pouvaient être apportés de façon irrégulière, pour recaler le calendrier avec le cycle saisonnier solaire.

### Le calendrier romain républicain

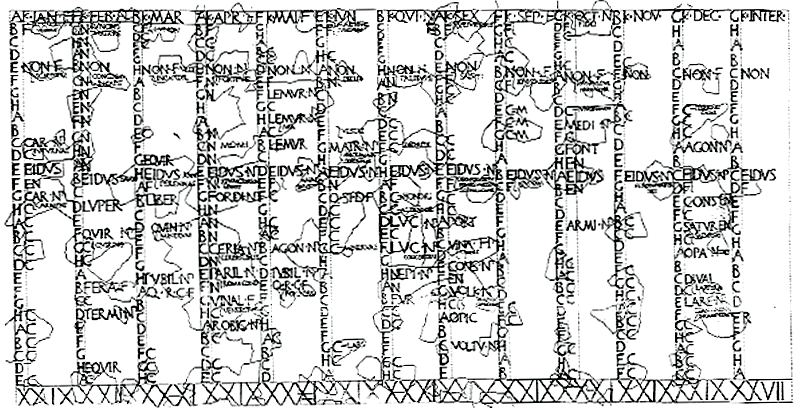
Une inscription du Calendrier romain, appelé Fastes d'Antium.

Ce calendrier précède la réforme julienne du calendrier ; on peut observer qu'il contient les mois Quintilis et Sextilis, et permet l'insertion d'un mois intercalaire. Il affiche également les nones, les ides et les lettres nundinales.
Sous la République romaine, vers 450 avant notre ère, le mois intercalaire fut appelé Mercedonius (nommé ainsi parce que les mercenaires recevaient leurs salaires (en latin : merces). L'année comptait alors 355 jours tous les deux ans, et alternativement 377 ou 378 jours les autres années :
- I    - Martius (mars) : 31 jours,
- II   - Aprilis (avril) : 29 jours,
- III  - Maius (mai) : 31 jours,
- IV   - Iunius (juin) : 29 jours,
- V    - Quintilis (juillet) : 31 jours,
- VI   - Sextilis (août) : 29 jours,
- VII  - September (septembre) : 29 jours,
- VIII - October (octobre) : 31 jours,
- IX   - November (novembre) : 29 jours,
- X    - December (décembre) : 29 jours,
- XI   - Januarias (janvier) : 29 jours,
- XII  - Februarias (février) : 28 jours (ou 23 ou 24 jours alternativement les années avec mois intercalaire),
- XIII - Mercedonius : 27 jours (uniquement tous les deux ans, les années avec mois intercalaire). Les cinq premiers jours de Mercedonius étaient considérés comme faisant normalement partie de février, mais l'usage a consacré de les compter dans Mercedonius[réf. nécessaire].

Bien que plus proche de l'année solaire que le calendrier précédent, l'année moyenne de ce calendrier comptait encore 366,25 jours. La durée moyenne des mois était de 29,59 jours, assez proche de la durée d'une lunaison (intervalle entre deux pleines lunes) qui est de 29,53 jours. C'est lors de la République que la semaine commerçante de huit jours s'est imposée[réf. nécessaire].

### Le calendrier julien
Les règles déterminant les mois intercalaires (pour tenter de conserver l'alignement de lunaisons) restaient. Les consuls manipulaient à volonté le calendrier en fonction d'échéances politiques, notamment en raccourcissant ou supprimant parfois les mois intercalaires. Par deux fois, les mois intercalaires furent omis, notamment au IIe siècle avant notre ère, après les guerres puniques et au milieu du Ier siècle avant notre ère. Le calendrier finit par se décaler dans l'année et le calendrier devint incompréhensible[réf. nécessaire].
Jules César (qui avait été élu Pontifex Maximus depuis une quinzaine d'années) mit fin à ce système compliqué et souvent peu respecté. Il introduisit un nouveau calendrier en 46 avant notre ère, dit « calendrier julien » :
- il ajouta un jour au mois de septembre, non pas en fin de mois selon les traditions, mais le lendemain des ides (il s'agissait au départ de rattraper progressivement le retard accumulé par l'ancien calendrier romain républicain en dépit du fait que l'année moyenne était trop longue, mais le calendrier julien apporta une solution plus radicale car non calquée sur le cycle lunaire, et plus durable).
- il supprima les mois intercalaires.

### IeretIIesiècles
La tradition des nones et des ides lunaires a été remplacée par la semaine de sept jours importée d'Orient. Dès lors, on commencera à compter les jours à partir du début du mois calendaire[réf. nécessaire].

## Mois et jours

### Expression de la date en latin
L'année romaine commence en mars. Les mois sont : Martius, Aprilis, Maius, Iunius, Iulius (Quintilis), Augustus (Sextilis), September, October, November, December, Ianuarius, Februarius.
Les mois de 31 jours (Martius, Maius, Quintilis et October) sont dits pleni menses (« mois pleins »). Les autres sont appelés cavi menses (« mois creux »). Mercedonius est qualifié d'intercalaris mensis (« mois intercalaire »).

#### Expression du quantième du mois
Les jours débutent à midi.
Dans un mois, trois jours ont un nom particulier et servent de repères :
- Les calendes (kalendae, kalendarum, (f./pl.)) : le 1er jour du mois, quel qu'il soit ;
- Les nones (nonae, nonarum, (f./pl.)) : le 5e jour d'un mois cave mais le 7e jour d'un mois plein ;
- Les ides (idus, iduum, (f./pl.)) : le 13e jour d'un mois cave mais le 15e jour d'un mois plein.

Pour exprimer le quantième du mois, on utilise ces trois jours comme repères :
- Si l'on veut exprimer l'un de ces trois jours, on emploie ces mots à l'ablatif. Par exemple le 1er avril se dit Kalendis Aprilibus, le 7 mars est Nonis Martiis et pour le 13 janvier on dit Idibus Ianuariis ; César est mort aux ides de mars : Idibus Martiis.
- Dans les autres cas, on fait un « compte à rebours » à partir de ces jours repères, en comptant le jour repère comme le premier avant lui-même, contrairement à notre logique moderne :
  - pour la veille, on emploie pridie + accusatif (exemples : pridie Nonas Iunias = la veille des nones de juin (le 4 juin) ; pridie Idus Novembres = le 12 novembre ; pridie Kalendas Ianuarias = le 31 décembre) ;
  - l'avant-veille est comptée comme le « 3e jour avant » (nous dirions le deuxième) : ante diem tertium Nonas Iulias = le 3e jour à partir des nones de juillet = le 5 juillet, et ainsi de suite.

Attention : pour exprimer une date après les ides, on se réfère aux calendes du mois suivant : le 18 janvier sera donc le 15e jour avant les calendes de février.

### Les mois: durées et noms
Les mois romains n’ont pas toujours eu la même longueur ni les mêmes noms.
Initialement, le calendrier de Jules César a rétabli la synchronisation des calendes de mars avec l'équinoxe vernal, mais le calendrier s'est stabilisé sur l'année solaire, en lui donnant une longueur de 365 jours, plus un jour intercalaire avant le sixième jour des calendes de mars (donc dans les derniers jours de l’année dans l’actuel mois de février), c’est l’origine des années bissextiles. La position de la journée bissextile fait l'objet de désaccord selon les auteurs, mais on retient encore que le mot bissextile est lié à la seconde (bis) sixième journée avant la calende de mars. Le nom de ce jour était donc ante diem bis sextum Kalendas Martias, qui est à l'origine du mot bissextile. La position de cette journée ayant été choisie pour ne pas perturber la date de célébration des fêtes religieuses ou populaires qui précèdent ces calendes, ni celle des jours de marchés (dans la période romaine de huit jours). De plus, les Romains avaient l'habitude d'insérer à cet endroit le Mensis intercalaris (mois intercalaire)[réf. nécessaire].
L'empereur Auguste a renommé le cinquième mois de l'année Quintilis en Iulius pour rendre hommage à Jules César, inventeur du calendrier julien initial.

Son successeur Tibère a voulu faire de même en rendant hommage à Auguste et en renommant le sixième mois Sextilis en Augustus[réf. nécessaire].
Certains auteurs pensent qu'à l’origine l'alternance des longueurs de mois longs et courts, de mars à février était parfaite dans le calendrier de Jules César et d'Auguste mais pour que le mois consacré à Auguste ait le même nombre de jours que le mois consacré à Jules, un jour lui aurait été ajouté le lendemain des ides de ce mois. Cette hypothèse n'est pas attestée (en effet la tradition était plutôt d'ajouter les mois intercalaires entre les derniers jours avant les calendes de mars). Selon cette hypothèse, pour que le nombre de jours de l’année ne soit pas modifié, un jour aurait dû être retiré le lendemain des ides du dernier mois de l'année (Februarius). L'alternance des longueurs de mois entre september et december aurait alors été modifiée (afin qu’il n'y ait pas trois mois longs successifs et aussi pour maintenir les dates de l'équinoxe d'automne et du solstice d'hiver). La journée bissextile aurait alors été déplacée non plus dans les jours qui suivent les ides d'août (auparavant sextilis) mais dans les jours qui suivent les ides du dernier mois de februarius, ce qui effectivement renumérotait tous les jours avant des calendes de mars[réf. nécessaire].

### Tableau de correspondances
On a continué à nommer les jours selon les systèmes des calendes, nones et ides selon la tradition du calendrier romain républicain pendant une bonne partie du Moyen Âge. Le tableau ci-dessous donne la correspondance avec les jours du calendrier actuel :
| Noms des jours                      | Abrégés          | Martius Maius Iulius October | Augustus December Ianuarius | Aprilis Iunius September November | Februarius (bissextile) | Februarius (non bissextile) |
| ----------------------------------- | ---------------- | ---------------------------- | --------------------------- | --------------------------------- | ----------------------- | --------------------------- |
| Kalendis                            | Kal.             | 1                            | 1                           | 1                                 | 1                       | 1                           |
| ante diem sextum Nonas              | a.d. VI Non.     | 2                            |                             |                                   |                         |                             |
| ante diem quintum Nonas             | a.d. V Non.      | 3                            |                             |                                   |                         |                             |
| ante diem quartum Nonas             | a.d. IV Non.     | 4                            | 2                           | 2                                 | 2                       | 2                           |
| ante diem tertium Nonas             | a.d. III Non.    | 5                            | 3                           | 3                                 | 3                       | 3                           |
| pridie Nonas                        | prid. Non.       | 6                            | 4                           | 4                                 | 4                       | 4                           |
| Nonis                               | Non.             | 7                            | 5                           | 5                                 | 5                       | 5                           |
| ante diem octavum Idus              | a.d. VIII Id.    | 8                            | 6                           | 6                                 | 6                       | 6                           |
| ante diem septimum Idus             | a.d. VII Id.     | 9                            | 7                           | 7                                 | 7                       | 7                           |
| ante diem sextum Idus               | a.d. VI Id.      | 10                           | 8                           | 8                                 | 8                       | 8                           |
| ante diem quintum Idus              | a.d. V Id.       | 11                           | 9                           | 9                                 | 9                       | 9                           |
| ante diem quartum Idus              | a.d. IV Id.      | 12                           | 10                          | 10                                | 10                      | 10                          |
| ante diem tertium Idus              | a.d. III Id.     | 13                           | 11                          | 11                                | 11                      | 11                          |
| pridie Idus                         | prid. Id.        | 14                           | 12                          | 12                                | 12                      | 12                          |
| Idibus                              | Id.              | 15                           | 13                          | 13                                | 13                      | 13                          |
| ante diem nonum decimum Kalendas    | a.d. XIX Kal.    |                              | 14                          |                                   |                         |                             |
| ante diem octavum decimum Kalendas  | a.d. XVIII Kal.  |                              | 15                          | 14                                |                         |                             |
| ante diem septimum decimum Kalendas | a.d. XVII Kal.   | 16                           | 16                          | 15                                |                         |                             |
| ante diem sextum decimum Kalendas   | a.d. XVI Kal.    | 17                           | 17                          | 16                                | 14                      | 14                          |
| ante diem quintum decimum Kalendas  | a.d. XV Kal.     | 18                           | 18                          | 17                                | 15                      | 15                          |
| ante diem quartum decimum Kalendas  | a.d. XIV Kal.    | 19                           | 19                          | 18                                | 16                      | 16                          |
| ante diem tertium decimum Kalendas  | a.d. XIII Kal.   | 20                           | 20                          | 19                                | 17                      | 17                          |
| ante diem duodecimum Kalendas       | a.d. XII Kal.    | 21                           | 21                          | 20                                | 18                      | 18                          |
| ante diem undecimum Kalendas        | a.d. XI Kal.     | 22                           | 22                          | 21                                | 19                      | 19                          |
| ante diem decimum Kalendas          | a.d. X Kal.      | 23                           | 23                          | 22                                | 20                      | 20                          |
| ante diem nonum Kalendas            | a.d. IX Kal.     | 24                           | 24                          | 23                                | 21                      | 21                          |
| ante diem octavum Kalendas          | a.d. VIII Kal.   | 25                           | 25                          | 24                                | 22                      | 22                          |
| ante diem septimum Kalendas         | a.d. VII Kal.    | 26                           | 26                          | 25                                | 23                      | 23                          |
| ante diem bis sextum Kalendas       | a.d. bis VI Kal. |                              |                             |                                   | 24                      |                             |
| ante diem sextum Kalendas           | a.d. VI Kal.     | 27                           | 27                          | 26                                | 25                      | 24                          |
| ante diem quintum Kalendas          | a.d. V Kal.      | 28                           | 28                          | 27                                | 26                      | 25                          |
| ante diem quartum Kalendas          | a.d. IV Kal.     | 29                           | 29                          | 28                                | 27                      | 26                          |
| ante diem tertium Kalendas          | a.d. III Kal.    | 30                           | 30                          | 29                                | 28                      | 27                          |
| pridie Kalendas                     | prid. Kal.       | 31                           | 31                          | 30                                | 29                      | 28                          |

### Sources antiques
- Fastes d'Antium, ou Fasti Antiates maiores.
- Censorin, Du Jour natal.
- Jean le Lydien.
- Macrobe, Saturnales : I, 12 (sur le calendrier dit de Romulus), I, 13 (sur le calendrier dit de Numa), I, 14 (sur le calendrier julien), I, 15 (sur les calendes, les ides et les nones) et I, 16 (sur les jours).
- Ovide, Fastes.
- Solin.